# 中温生物
中温生物（英语：Mesophile）也称嗜温生物，是指在适中的温度下生长最佳的生物，既不太热也不太冷，最佳生长范围为20至45°C（68至113°F）。这些生物的最佳生长温度为37°C（约99°F）。该术语主要应用于微生物。而喜欢极端环境的生物则称为嗜极生物（Extremophiles）。中温生物分为两个域，即细菌域、古生菌域和真核生物域下的真菌界。属于细菌域的中温细菌可以是革兰氏阳性或革兰氏阴性，对氧气需求也可以是好氧的或厌氧的。中温细菌有三种基本形状，即球菌（Coccus）、杆菌（Bacillus）和螺旋菌（Spiral）。

## 栖息地
中温生物的栖息地包括奶酪和酸奶。它们通常在啤酒和葡萄酒的酿造过程中参与发酵。由于正常人体温度为37°C，因此大多数人类病原体都是中温生物，构成人类微生物群系的大多数生物也是如此。

## 中温生物与嗜极生物
中温生物与嗜极生物相反。喜欢寒冷环境的嗜极生物被称为嗜冷生物（Psychrophilic）；喜欢温暖环境的嗜极生物被称为嗜熱生物（Thermophilc），而在极端高温环境中生存的嗜极生物被称为超嗜热生物（Hyperthermophile）。Zheng等人设计了一种基于基因组计算的方法来将细菌分类为嗜温菌和嗜热菌。

## 适应性
所有细菌都有适合它们自己生长的最佳环境和温度。许多因素影响着生物的最佳温度范围，但有证据表明，特定的遗传元素（等位基因）的表达可以改变生物的温度敏感表型。2016年发表的一项研究表明，可以通过基因工程将嗜温菌株改造为表达某些来自嗜冷菌的等位基因，从而改变嗜温菌株的限制温度范围，使其与嗜冷菌株的温度范围非常接近。
由于嗜温菌的结构不太稳定，降低了蛋白质合成的灵活性。在低温下，嗜温菌无法合成蛋白质。它们对温度变化更敏感，膜的脂肪酸组成不允许很大程度的流动性。将37℃的最佳温度降低到0至8℃会导致蛋白质合成逐渐减少。在低温下诱导产生冷诱导蛋白（CIP），然后这些蛋白质会合成冷休克蛋白（CSP）。回到最佳温度时，蛋白质合成会增加，这表明嗜温菌高度依赖于温度。氧气的可用性也会影响微生物的生长。
有两种说法可以解释为什么嗜热菌能够在如此高的温度下生存，而嗜温菌则不能。最明显的解释是，嗜热菌被认为具有相对更稳定的细胞成分，因此嗜热菌能够在比嗜温菌更高的温度下生存。另一种解释，以Gaughran和Allen的著作为代表，认为快速再生损坏的细胞成分是解决生物对热稳定性问题的关键。

## 氧气需求
不同的中温微生物对氧气的需求存在巨大的差异。需要氧气进行呼吸作用的被称为好氧，而不需要氧气的被称为厌氧。厌氧菌分为三种，即兼性厌氧菌（Facultative anaerobe）、专性厌氧菌（Obligate anaerobe）和耐氧厌氧菌（Aerotolerant）。兼性厌氧菌在缺氧条件下生长，使用发酵代替呼吸作用。在发酵过程中，糖会转化成酸、酒精或气体。如果存在氧气，它将使用好氧呼吸作用代替。专性厌氧菌无法在氧气存在的条件下生长。而耐氧厌氧菌则可以承受氧气存在的条件。

## 作用
微生物在有机物分解和营养矿化过程中扮演着重要的角色。在水生环境中，生态系统的多样性为中温菌的多样性提供了可能。每种中温菌的作用都依赖于周围环境，其中最重要的是温度范围。像中温菌和嗜热菌这样的细菌由于在发酵过程中的作用而被用于制作奶酪。传统微生物学家使用以下术语来表示细菌生长的一般（稍微主观的）最佳温度：嗜冷菌（15至20°C）、中温菌（30至37°C）、嗜热菌（50至60°C）和极嗜热菌（高达122°C）。 出于同样的原因，中温菌和嗜热菌都被用于奶酪制作，然而它们在不同的温度下生长、繁衍和死亡。由于嗜冷菌在较低温度下（如冰箱中）生长的能力，它们会导致乳制品变质、发霉或变坏。

## 例子
一些值得注意的中温菌包括单核细胞增生性李斯特菌、金黄色葡萄球菌和大肠杆菌。 中温菌种的其他例子包括科氏梭菌、嗜麦芽糖寡养单胞菌、新斯塔基氏菌、化脓性链球菌和肺炎链球菌。不同类型的疾病和感染的病原体通常来中温细菌，如上面列出的那些细菌。

### 单核细胞增生性李斯特菌
单核细胞增生性李斯特菌（Listeria monocytogenes）是一种革兰氏阳性菌。它与芽孢杆菌和葡萄球菌关系密切。它是一种兼性厌氧的棒状细菌，通过周生鞭毛运动。单核细胞增生性李斯特菌的活动范围为20至25°C。在最佳温度下，它会失去运动能力。这种细菌会导致通过受污染的食物引起的李斯特菌病。

### 金黄色葡萄球菌
金黄色葡萄球菌（Staphylococcus aureus）于1880年首次被发现。它会导致因伤口而引起的不同感染。这种细菌能够克服人体的自然防御机制。金黄色葡萄球菌导致的长期感染包括肺炎、脑膜炎和骨髓炎等。金黄色葡萄球菌通常在医院环境中很常见。

### 大肠杆菌
大肠杆菌（Escherichia coli）是一种革兰氏阴性、兼性厌氧、不产生孢子的杆状细菌。该细菌是肠杆菌科的成员。它能够产生不耐热或耐热的肠毒素。大肠杆菌的其他特征有氧化酶阴性、柠檬酸盐阴性、甲基红阳性和伏普試驗阴性。大肠杆菌一种大肠菌群。它能够利用葡萄糖和醋酸盐作为发酵的碳源。大肠杆菌通常存在于生物体的肠道中。大肠杆菌具有许多能力，例如作为重组DNA的宿主和作为病原体。